# Joʻraqul Toʻrayev
Joʻraqul Toʻrayev (ros. Джуракул Тураев, Dżurakuł Turajew; ur. 20 marca 1922 w kiszłaku Kalija w Uzbekistanie, zm. 1998 w Dżyzaku) – radziecki wojskowy, major, Bohater Związku Radzieckiego (1944).

## Życiorys
Urodził się w uzbeckiej rodzinie chłopskiej. Skończył 7 klas szkoły, pracował w kołchozie, od 1941 służył w Armii Czerwonej i uczestniczył w wojnie z Niemcami, od 1943 należał do WKP(b). Walczył m.in. na Froncie Briańskim, Centralnym i Białoruskim, był dwukrotnie ranny, szczególnie wyróżnił się podczas walk w obwodzie poleskim (obecnie terytorium obwodu homelskiego) jako celowniczy działa 1007 pułku artylerii lekkiej 46 Lekkiej Brygady Artylerii 12 Dywizji Artylerii 65 Armii Frontu Białoruskiego w stopniu starszego sierżanta 21 grudnia 1943, gdy zniszczył 12 czołgów wroga i 2 ciężkie działa samobieżne Ferdinand. Później był słuchaczem podolskiej szkoły artylerii ewakuowanej do Buchary, po ukończeniu której w 1945 ze stopniem młodszego porucznika służył w Turkiestańskim Okręgu Wojskowym w Aszchabadzie, a w 1953 w stopniu majora został przeniesiony do rezerwy ze względu na stan zdrowia. Był instruktorem rejonowego komitetu partyjnego w Dżyzaku i sekretarzem partyjnego komitetu kołchozu.

## Odznaczenia
- Złota Gwiazda Bohatera Związku Radzieckiego (29 marca 1944)
- Order Lenina (29 marca 1944)
- Order Wojny Ojczyźnianej I klasy (11 marca 1985)
- Medal „Za Odwagę” (14 lipca 1943)

I inne.